# Campeonato Carioca Femenino
El Campeonato Carioca de Fútbol Femenino (en portugués:"Campeonato Carioca de Futebol Feminino") es una competición de fútbol femenino organizada por la Federación de fútbol del Estado de Río de Janeiro, donde participan equipos profesionales del estado de Río de Janeiro. Fundado en 1983, el Vasco da Gama es el club que más veces ha ganado el torneo, con 8 títulos.

## Equipos temporada 2022
| Club                  | Municipio       |
| --------------------- | --------------- |
| America F. C.         | Río de Janeiro  |
| Barcelona E. C.       | Río de Janeiro  |
| Botafogo F. R.        | Río de Janeiro  |
| Brasileirinho C. S.   | Río de Janeiro  |
| A. D. Cabofriense     | Cabo Frío       |
| Duque de Caxias F. C. | Duque de Caxias |
| C.R. Flamengo         | Río de Janeiro  |
| Fluminense F. C.      | Río de Janeiro  |
| A. F. Pérolas Negras  | Resende         |
| A. A. Portuguesa      | Río de Janeiro  |
| F. C. Río de Janeiro  | Río de Janeiro  |
| E. C. Rio São Paulo   | Río de Janeiro  |
| Serra Macaense F. C.  | Río de Janeiro  |
| C. R. Vasco da Gama   | Río de Janeiro  |

## Palmarés
| Año       | Campeón             | Subcampeón          |
| --------- | ------------------- | ------------------- |
| 1983      | Radar               | Bangu               |
| 1984      | Radar               | São José            |
| 1985      | Radar               | São José            |
| 1986      | Radar               | Portuguesa          |
| 1987      | Radar               | Portuguesa          |
| 1988      | Radar               | Vasco da Gama       |
| 1988-1995 | No hubo competición | No hubo competición |
| 1996      | Vasco da Gama       | Chapecoense         |
| 1997      | Vasco da Gama       | Araranguá           |
| 1998      | Vasco da Gama       |                     |
| 1999      | Vasco da Gama       | Napoli              |
| 2000      | Vasco da Gama       | Chapecoense         |
| 2001      | Barra               | Vasco da Gama       |
| 2002-2003 | No hubo competición | No hubo competición |
| 2004      | Campo Grande        | Trindade            |
| 2005      | CEPE-Caxias         | Olaria              |
| 2006      | CEPE-Caxias         | America             |
| 2007      | CEPE-Caxias         | America             |
| 2008      | Campo Grande        | Volta Redonda       |
| 2009      | Volta Redonda       | CEPE-Caxias         |
| 2010      | Vasco da Gama       | Duque de Caxias     |
| 2011      | Duque de Caxias     | Vasco da Gama       |
| 2012      | Vasco da Gama       | Duque de Caxias     |
| 2013      | Vasco da Gama       | Duque de Caxias     |
| 2014      | Botafogo            | Duque de Caxias     |
| 2015      | Flamengo            | Barcelona           |
| 2016      | Flamengo            | Vasco da Gama       |
| 2017      | Flamengo            | Duque de Caxias     |
| 2018      | Flamengo            | Duque de Caxias     |
| 2019      | Flamengo            | Fluminense          |
| 2020      | Botafogo            | Fluminense          |
| 2021      | Flamengo            | Fluminense          |

## Títulos por equipo
| Club            | Ciudad          | Títulos | Subtítulos |
| --------------- | --------------- | ------- | ---------- |
| Vasco da Gama   | Río de Janeiro  | 8       | 4          |
| Flamengo        | Río de Janeiro  | 6       | 3          |
| Radar           | Río de Janeiro  | 6       | 0          |
| CEPE-Caxias     | Duque de Caxias | 3       | 1          |
| Botafogo        | Río de Janeiro  | 2       | 1          |
| Campo Grande    | Río de Janeiro  | 2       | 1          |
| Duque de Caxias | Duque de Caxias | 1       | 6          |
| Volta Redonda   | Volta Redonda   | 1       | 1          |
| Barra           | Teresópolis     | 1       | 0          |
| Fluminense      | Río de Janeiro  | 0       | 3          |
| America         | Río de Janeiro  | 0       | 2          |
| Portuguesa      | Río de Janeiro  | 0       | 2          |
| São José        | Río de Janeiro  | 0       | 2          |
| Barcelona       | Río de Janeiro  | 0       | 1          |
| Olaria          | Río de Janeiro  | 0       | 1          |
| Trindade        | São Gonçalo     | 0       | 1          |
| Bangu           | Río de Janeiro  | 0       | 1          |